# Église San Giuliano martire (Rimini)
San Giuliano ou San Giuliano Martire est une église catholique romaine de style Renaissance à Rimini, en Italie.

## Histoire
L'église a été construite entre 1553 et 1575 à côté d'une abbaye de l'ordre bénédictin. La structure actuelle a été construite sur le site d'une église du IXe siècle dédiée à Santi Apostoli Pietro e Paolo. Les bénédictins ont été supprimés en 1797 par les édits napoléoniens.
L'église abritait des œuvres de Giuseppe Pedretti et Francesco Mancini . Le retable principal est une œuvre de Paul Véronèse représentant le martyre de San Giuliano (1588). L'église abrite également le polyptyque (1409) de Bittino da Faenza (1357–1427) représentant des épisodes de la vie de ce saint. Les reliques du saint étaient conservées dans l'église.